# Souleymane Diallo
Souleymane Diallo (* 22. Mai 1990) ist ein mauretanischer Fußballtorwart.

## Karriere

### Verein
Seine Karriere begann Diallo 2005 bei ASAC Concorde, einem der renommiertesten Vereine Mauretaniens. Seit 2009 hütet er für ASC Tevragh Zeïna das Tor.

### Nationalmannschaft
Sein Debüt für die mauretanische Nationalmannschaft gab er am 31. Mai 2008 bei einem  Qualifikationsspiel für die WM 2010 gegen Ruanda, sein Einstand verlief jedoch weniger erfolgreich, da Mauretanien das Spiel mit 3:0 verlor. Auch in den folgenden Qualifikationsspielen musste er oft hinter sich greifen: Gegen Marokko verlor man zweimal mit 1:4, gegen Äthiopien gar mit 6:1. In der gesamten Qualifikation zu der WM 2010 kassierte Diallo 18 Tore. Dennoch konnte er sich im Tor, wenn auch begünstigt durch die eher schwache Konkurrenz, durchsetzen und ist seit seinem Debüt Stammtorwart Mauretaniens. In den folgenden Jahren besserte sich die Defensivleistung und Diallo kassierte bei keinem Spiel mehr als drei Tore, in vier Spielen blieb er ohne Gegentor. Erst bei einem Freundschaftsspiel gegen Marokko am 12. Oktober 2014, welches Mauretanien mit 5:0 verlor, kassierte er wieder mehr als drei Tore.

## Erfolge
- Mauretanischer Meister:

Saison 2007/08 mit ASAC Concorde
Saison 2011/12 mit ASC Tevragh Zeïna
- Mauretanischer Pokalsieger:

2010, 2011, 2012 mit ASC Tevragh Zeïna